# Piracés
Piracés (aragonesisch Pirazés) ist eine Gemeinde in der Provinz Huesca in der Autonomen Gemeinschaft Aragonien in Spanien. Sie liegt im Süden der Hoya de Huesca zwischen den Flüssen Río Flumen und Guatizalema.

## Geschichte
König Pedro I. von Aragón bestätigte 1099 das Kloster Montearagón im Besitz der Kirche von Petraselze.

## Bevölkerungsentwicklung seit 1900
| 1900 | 1910 | 1930 | 1940 | 1950 | 1960 | 1970 | 1981 | 1986 | 1992 | 1999 | 2005 |
| ---- | ---- | ---- | ---- | ---- | ---- | ---- | ---- | ---- | ---- | ---- | ---- |
| 254  | 276  | 264  | 261  | 211  | 208  | 154  | 116  | 114  | 107  | 100  | 106  |

## Sehenswürdigkeiten

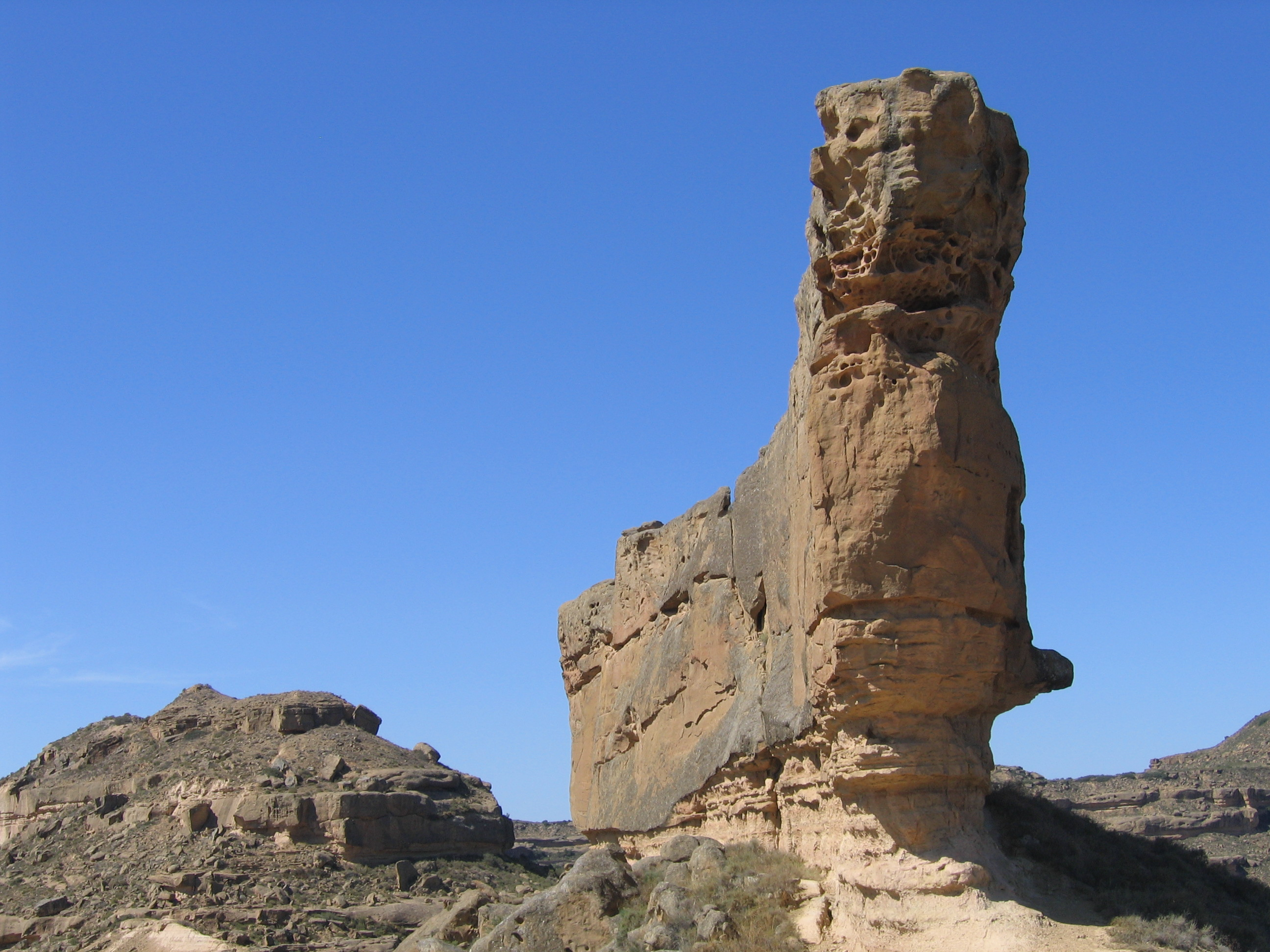
Die Piedra de Mediodía

- Spätgotische Pfarrkirche San Pedro, erbaut in der zweiten Hälfte des 16. Jahrhunderts
- Casa Beneded
- Einsiedelei de la Corona
- Piedra de Mediodía, ursprünglich maurische Burg